# Nola
För andra betydelser, se Nola (olika betydelser).
Nola är en stad och kommun i storstadsregionen Neapel, innan 2015 provinsen Neapel, i regionen Kampanien i södra Italien. Kommunen hade 34 467 invånare (2017) och gränsar till kommunerna Acerra, Camposano, Casamarciano, Cicciano, Cimitile, Liveri, Marigliano, Ottaviano, Palma Campania, Roccarainola, San Felice a Cancello, San Gennaro Vesuviano, San Paolo Bel Sito, San Vitaliano, Saviano, Scisciano, Somma Vesuviana och Visciano.
Nola är en av Kampaniens äldsta städer, den intogs av romarna 313 f. Kr.
Kejsar Augustus avled i staden den 19 augusti år 14, och hans far Gaius Octavius dog där år 59 f.Kr.. Giordano Bruno är född i staden.